# Kościół św. Wojciecha w Rogóźnie
Kościół świętego Wojciecha – rzymskokatolicki kościół parafialny należący do parafii pod tym samym wezwaniem (dekanat Łasin diecezji toruńskiej).
Jest to budowla wzniesiona na początku XIV wieku, do budowy zostały wykorzystane być może cegły z cegielni pracującej na potrzeby tutejszego zamku krzyżackiego. Na początku kościół nosił wezwanie św. Filipa i Jakuba, ale od XVII wieku jest poświęcony świętemu Wojciechowi. Świątynia jest salowa, posiada wieżę od strony zachodniej i prezbiterium skierowane w stronę wschodnią, czyli w kierunku Jerozolimy. Kościół jest ozdobiony neogotycką, ceglaną zakrystią wybudowaną w latach 1906-1911. Świątynia zachowała się do dziś, pomimo że wcześniej była dewastowana i okradana. Po burzliwych wydarzeniach była odnawiana, przebudowywana i na nowo wyposażana. Kościołem opiekowali się mistrzowie krzyżaccy Konrad Sack i Konrad von Jungingen, natomiast pod panowaniem polskim wojewoda Jan Działyński. Do wyposażenia świątyni należą m.in.: neobarokowy ołtarz główny z 1909 roku, ozdobiony obrazami Najświętszej Maryi Panny i św. Wojciecha i posiadający elementy starszego ołtarza głównego, dwa ołtarze z XVIII wieku: jeden ozdobiony obrazem św. Barbary i drugi, ozdobiony obrazm Ukrzyżowania, barokowa chrzcielnica oraz naczynia liturgiczne.